# Blommersia grandisonae
Blommersia grandisonae és una espècie de granota de la família dels mantèl·lids endèmica de Madagascar.
Viu als rius, plantacions i aiguamolls d'aigua dolça.
Està en perill d'extinció per la pèrdua del seu hàbitat natural.